# Mittelstetten (Wörnitz)
Mittelstetten ist ein Gemeindeteil der Gemeinde Wörnitz im Landkreis Ansbach (Mittelfranken, Bayern). Mittelstetten liegt in der Gemarkung Wörnitz.

## Geographie
Nördlich des Weilers erhebt sich der Kellerberg (534 m ü. NHN), der Teil der Sulzachrandhöhen sind, die wiederum einen Abschnitt der Frankenhöhe darstellen. Im Osten grenzt das Bauernfeld an. Die Staatsstraße 2419 führt über Wörnitz zur Anschlussstelle 109 der Bundesautobahn 7 (2,7 km nordwestlich) bzw. zur Anschlussstelle 49 der Bundesautobahn 6 (2,7 km südöstlich).

## Geschichte
1801 gab es im Ort sieben Haushalte.
Mit dem Gemeindeedikt (frühes 19. Jahrhundert) wurde Mittelstetten dem Steuerdistrikt und der Ruralgemeinde Wörnitz zugewiesen.

### Einwohnerentwicklung
| Jahr      | 001818 | 001840 | 001861 | 001871 | 001885 | 001900 | 001925 | 001950 | 001961 | 001970 | 001987 |
| Einwohner | 47     | 59     | 55     | 50     | 53     | 53     | 49     | 62     | 44     | 52     | 38     |
| Häuser    | 9      | 9      |        |        | 11     | 11     | 9      | 9      | 9      |        | 10     |
| Quelle    | [ 8 ]  | [ 9 ]  | [ 10 ] | [ 11 ] | [ 12 ] | [ 13 ] | [ 14 ] | [ 15 ] | [ 16 ] | [ 17 ] | [ 1 ]  |

## Religion
Der Ort ist seit der Reformation evangelisch-lutherisch geprägt und bis heute nach St. Martin (Wörnitz) gepfarrt. Die Einwohner römisch-katholischer Konfession sind nach Kreuzerhöhung (Schillingsfürst) gepfarrt.